# 蒂姆·托马斯 (冰球运动员)

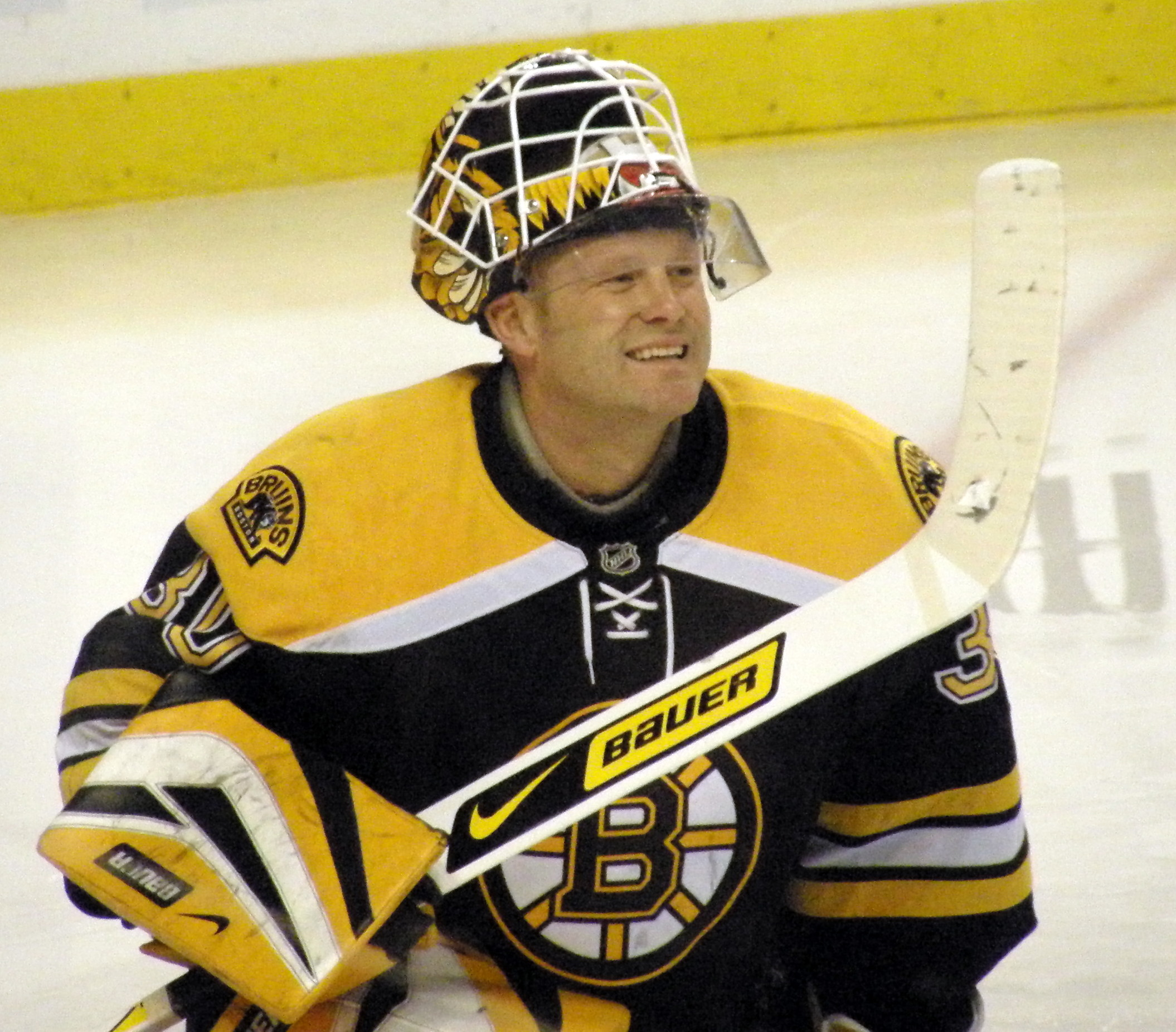
2008年

蒂姆·托马斯（英語：Tim Thomas，1974年4月15日—），美国男子冰球运动员。曾效力于波士顿棕熊队。他曾代表美国国家队参加2010年冬季奥林匹克运动会冰球比赛，获得一枚银牌。